# Boussan
Boussan (em occitano:  Bossan ou Boçan) é uma comuna francesa na região administrativa da Occitânia, no departamento do Alto Garona. Estende-se por uma área de 12.45 km², com 234 habitantes, segundo o censo de 2018, com uma densidade de 19 hab/km².